# کتیبه‌های پهلوی تخت طاووس
کتیبه‌های پهلوی تخت طاووس مربوط به دوره ساسانیان است و در مرودشت، حاشیه شرقی خرابه‌های تخت طاووس واقع شده و این اثر در تاریخ ۱۰ آذر ۱۳۵۴ با شمارهٔ ثبت ۱۲۲۰ به‌عنوان یکی از آثار ملی ایران به ثبت رسیده است.